# David Fumanelli
David Fumanelli (ur. 21 kwietnia 1992 w Mediolanie) – włoski kierowca wyścigowy.

## Kariera
Po zakończeniu kariery kartingowej, David rozpoczął karierę w wyścigach samochodów jednomiejscowych. W 2008 roku zadebiutował w Hiszpańskiej Formule 3, w zespole RP Motorsport. Włoch wziął udział w dwóch rundach. Na torze Magny-Cours oraz Ricardo Tormo nie zdobył jednak punktów. David wystartował także w dwunastu wyścigach Włoskiej Formuły Renault. Trzykrotnie sięgnął po punkty, a w klasyfikacji generalnej uplasował się na 25. miejscu.
W kolejnym roku Fumanelli wystartował w pełnym wymiarze. Wyniki Włocha uległy znaczącej poprawie w drugiej połowie sezonu, który siedmiokrotnie sięgnął po punkty, z czego dwukrotnie na najwyższym stopniu (w Jerez oraz Montmelo). W klasyfikacji generalnej uplasował się na 8. miejscu.
W sezonie 2010 (był to pierwszy rok dla European F3 Open) David był jednym z czołowych zawodników serii. Włoch sześciokrotnie stanął na podium, a podczas zmagań w Magny-Cours, Jerez oraz Montmelo, ponownie odnotował zwycięstwa. Poza tym trzykrotnie startował z pole position oraz dwukrotnie wykręcił najlepszy czas wyścigu. Uzyskane punkty sklasyfikowały go na 3. pozycji, z dorobkiem identycznym, co Brytyjczyk Callum MacLeod, jednak mniejszą liczbą drugich lokat.
Ostatni rok w serialu był najlepszym ze wszystkich w wykonaniu Fumanelliego. David siedmiokrotnie zmieścił się w pierwszej dwójce oraz czterokrotnie sięgnął po pierwsze pole startowe i najszybsze okrążenia. Pomimo rekordowych osiągnięć, tytuł mistrzowski przegrał różnicą zaledwie pięciu punktów z równiejszym Szwajcarem Alexem Fontaną.
W latach 2009–2011 Fumanelli zaliczył również gościnny występ we Włoskiej Formule 3. Wystąpiwszy w czterech rundach, uzyskał łączną pulę trzech punktów.

### Seria GP3
Na sezon 2012 David podpisał kontrakt z zespołem MW Arden, startującym w Serii GP3. Największym jego osiągnięciem w sezonie było trzecie miejsce podczas pierwszego wyścigu na torze Valencia Street Circuit. Ostatecznie Fumanelli zajął 11 pozycję w klasyfikacji generalnej.
Na sezon 2013 przeniósł się do zespołu Trident Racing. W ciągu czternastu wyścigów, w których wystartował, ani raz nie zdołał stanąć na podium. Z dorobkiem sześciu punktów został sklasyfikowany na dziewiętnastej pozycji w klasyfikacji generalnej.

## Statystyki
| Sezon | Seria                  | Zespół         | Wyścigi | Zwycięstwa | PP | NO | Podium | Punkty | Pozycja |
| ----- | ---------------------- | -------------- | ------- | ---------- | -- | -- | ------ | ------ | ------- |
| 2008  | Włoska Formuła Renault | RP Motorsport  | 12      | 0          | 0  | 0  | 0      | 14     | 25      |
| 2008  | Hiszpańska Formuła 3   | RP Motorsport  | 3       | 0          | 0  | 0  | 0      | 0      | 31      |
| 2009  | European F3 Open       | RP Motorsport  | 16      | 2          | 0  | 0  | 2      | 43     | 8       |
| 2009  | Włoska Formuła 3       | RP Motorsport  | 4       | 0          | 0  | 0  | 0      | 0      | 22      |
| 2010  | European F3 Open       | RP Motorsport  | 16      | 3          | 3  | 2  | 5      | 112    | 3       |
| 2010  | Włoska Formuła 3       | RP Motorsport  | 2       | 0          | 0  | 0  | 0      | 2      | 20      |
| 2011  | European F3 Open       | RP Motorsport  | 16      | 4          | 4  | 4  | 7      | 115    | 2       |
| 2011  | Włoska Formuła 3       | RP Motorsport  | 2       | 0          | 0  | 0  | 0      | 1      | 18      |
| 2012  | Seria GP3              | MW Arden       | 16      | 0          | 0  | 0  | 1      | 47     | 11      |
| 2013  | Seria GP3              | Trident Racing | 14      | 0          | 0  | 0  | 0      | 6      | 19      |

## Wyniki w GP3
| Legenda oznaczeń w tabelach wyników Wyświetl szablon na nowej stronie | Legenda oznaczeń w tabelach wyników Wyświetl szablon na nowej stronie                                                                     |
| Oznaczenie                                                            | Wyjaśnienie |
| --------------------------------------------------------------------- | --- |
| Złoty                                                                 | Zwycięzca lub mistrzostwo |
| Srebrny                                                               | 2. miejsce lub wicemistrzostwo |
| Brązowy                                                               | 3. miejsce lub II wicemistrzostwo |
| Zielony                                                               | Ukończył, punktował (w klasyfikacji generalnej, gdy zdobył co najmniej jeden punkt na przestrzeni sezonu, poza trzema powyższymi opcjami) |
| Niebieski                                                             | Ukończył, nie punktował (w klasyfikacji generalnej, gdy nie zdobył co najmniej jednego punktu na przestrzeni sezonu)                      |
| Czerwony                                                              | Nie zakwalifikował się (NZ) |
| Czerwony                                                              | Nie prekwalifikował się (NPK) |
| Różowy                                                                | Nie ukończył (NU) |
| Różowy                                                                | Niesklasyfikowany (NS) (w klasyfikacji generalnej, gdy nie został sklasyfikowany w żadnym wyścigu sezonu)                                 |
| Czarny                                                                | Zdyskwalifikowany (DK) |
| Czarny                                                                | Wykluczony (WYK/EX) |
| Biały                                                                 | Nie wystartował (NW) |
| Biały                                                                 | Kontuzjowany (K/INJ) |
| Biały                                                                 | Wyścig odwołany (OD/C) |
| Bez koloru                                                            | Został wycofany (WYC/WD) |
| Bez koloru                                                            | Nie przybył (NP/DNA) |
| Bez koloru                                                            | Nie brał udziału w treningach (NT/DNP) |
| Bez koloru                                                            | Nie został zgłoszony (–) |
| Pogrubienie                                                           | Start z pole position |
| Kursywa                                                               | Najszybsze okrążenie wyścigu |
| †                                                                     | Nie ukończył, ale jego rezultat został zaliczony ze względu na przejechanie więcej niż 90% dystansu wyścigu.                              |
| *                                                                     | Sezon w trakcie |
| 1/2/3                                                                 | Punktowana pozycja w sprincie kwalifikacyjnym                                                                                             |
| Lista systemów punktacji Formuły 1                                    | |

| Rok  | Zespół         | Wyniki w poszczególnych eliminacjach | Wyniki w poszczególnych eliminacjach | Wyniki w poszczególnych eliminacjach | Wyniki w poszczególnych eliminacjach | Wyniki w poszczególnych eliminacjach | Wyniki w poszczególnych eliminacjach | Wyniki w poszczególnych eliminacjach | Wyniki w poszczególnych eliminacjach | Wyniki w poszczególnych eliminacjach | Wyniki w poszczególnych eliminacjach | Wyniki w poszczególnych eliminacjach | Wyniki w poszczególnych eliminacjach | Wyniki w poszczególnych eliminacjach | Wyniki w poszczególnych eliminacjach | Wyniki w poszczególnych eliminacjach | Wyniki w poszczególnych eliminacjach | Punkty | Pozycja |
| ---- | -------------- | ------------------------------------ | ------------------------------------ | ------------------------------------ | ------------------------------------ | ------------------------------------ | ------------------------------------ | ------------------------------------ | ------------------------------------ | ------------------------------------ | ------------------------------------ | ------------------------------------ | ------------------------------------ | ------------------------------------ | ------------------------------------ | ------------------------------------ | ------------------------------------ | ------ | ------- |
| 2012 | MW Arden       | ESP                                  | ESP                                  | MON                                  | MON                                  | VAL                                  | VAL                                  | GBR                                  | GBR                                  | DEU                                  | DEU                                  | HUN                                  | HUN                                  | BEL                                  | BEL                                  | ITA                                  | ITA                                  | 47     | 11      |
| 2012 | MW Arden       | 9                                    | 17                                   | 4                                    | 5                                    | 3                                    | 16                                   | NW                                   | NW                                   | 12                                   | 10                                   | 8                                    | NU                                   | 20                                   | NU                                   | 6                                    | 13                                   | 47     | 11      |
| 2013 | Trident Racing | ESP                                  | ESP                                  | VAL                                  | VAL                                  | GBR                                  | GBR                                  | DEU                                  | DEU                                  | HUN                                  | HUN                                  | BEL                                  | BEL                                  | ITA                                  | ITA                                  | ARE                                  | ARE                                  | 6      | 19      |
| 2013 | Trident Racing | 7                                    | 17                                   | NU                                   | NU                                   | NU                                   | 20                                   | 17                                   | 20                                   | 16                                   | 18                                   | 15                                   | 14                                   | 15                                   | 18                                   | –                                    | –                                    | 6      | 19      |